# 사무장
사무장은 주로 항공기, 배에서 돈을 다루는 일을 담당하는 사람이다. 현대에서는 사무장이 모든 관리(객실의 화물과 승객)와 공급을 담당하는 장교, 승무원을 기장 다음으로 높은 직급을 가지고 있다고 할 수 있다.   

## 항공기
현대 여객기에서는 객실 관리자(항공 승무원 대표)를 사무장이라고 부르는 경우가 많다. 사무장은 항공사 승객들의 안전과 편안함을 보장함으로써 승무원을 감독한다. 항공 사무장이 상세한 보고서를 작성하고 모든 안전 절차를 준수하는지 확인한다. 

## 같이 보기
- 기장
- 항공 승무원

## 참고 문헌
- Armstrong, William E (1966). 《Purser's Handbook》. New York: Cornell Maritime Press.
- Hill, Charles E (1941). 《Purser's Manual and Marine Store-Keeping》. New York: Cornell Maritime Press.
- Perry, Hobart S (1931). 《Ship Management and Operation》. New York: Simmons Boardman Publishing.
- Rodger, N. A. M (1986). 《The Wooden World: An Anatomy of the Georgian Navy》. New York: Simmons Boardman Publishing. 87-98쪽. ISBN 0-87021-987-1. OCLC 14409071.